# Selección femenina de rugby de Tonga
La selección femenina de rugby de Tonga es el equipo nacional que representa a la Tonga Rugby Football Union en competencias internacionales.

## Historia
Su primera participación en competencias internacional fue en Women's Asia Pacific Championship 2006, torneo en el que finalizó en último lugar al perder frente a las selecciones de Fiyi y Samoa.

## Participación en copas

### Copa Mundial
- 1991 al 2025 : no ha clasificado

### Oceania Rugby Women's Championship
- Fiyi 2016: no participó
- Fiyi 2018: 3° puesto
- Fiyi 2019: se retiró
- Nueva Zelanda 2022: 3° puesto
- Australia 2023: 3° puesto
- Australia 2024: 3° puesto
- Fiyi 2025: 3° puesto

### Women's Asia Pacific
- Women's Asia Pacific 2006: 3° puesto (último)
- Women's Asia Pacific 2019: no participó